# إذاعة صوت الأسرى
إذاعة صوت الأسرى هي إذاعة إسلامية جماهيرية لكل أبناء الشعب الفلسطيني تهتم بقضايا الأسرى بشكل خاص وهي ليست قاصرة علي لون معين فهي إذاعة لجميع الأطياف... إلخ. تبث الإذاعة بجهاز قوته 3.5 ك هرتز .

## إذاعة صوت الأسرى الصوت المجروح
محاولة لنقل الصوت المجروح إلى أولئك الغائبين خلف القضبان، افتتحت في غزة أول إذاعة من نوعها في فلسطين والعالم، تحاكي هموم 11 ألف فلسطيني معتقل خلف القضبان وتخلق حلقة تواصل بينهم وبين أهاليهم. أما اسمها فهو إذاعة «صوت الأسرى». انطلقت إذاعة «صوت الأسرى» التي انطلقت في السابع عشر من نيسان الذي صادف يوم الأسير الفلسطيني، وكان الهدف منها في الأساس بحسب مدير الإذاعة «تحدي قرار إسرائيلي صدر قبل عامين، وقضى بمنع أهالي أسرى قطاع غزة من زيارة أبنائهم، وفتح نافذة للأسرى على العالم، لأنهم لا يعرفون شيئا عما يجري خارج الزنازين»

## نشأة الإذاعة
تم إنشاء إذاعة صوت الأسرى في السابع عشر من نيسان الذي صادف يوم الأسير الفلسطيني، بعد أن كانت الحاجة ملحة لإنشاء إذاعة تنبض وتوصل صوت الأسرى لذويهم.

## السياسة العامة
إذاعة صوت الأسرى إذاعة جماهيرة لكل أبناء الشعب الفلسطيني تهتم بقضاياه جميع الأسرى.
تلتزم الإذاعة بالمنهج الإسلامي عقيدة وشرعاً وعبادة ومنهج حياة.
تعتمد الإذاعة على تغطية جميع فعاليات الأسرى.
تعمل الإذاعة على إصال صوت أهلى الأسرى إلى أبنائهم في السجون الصهيونية.
تعتمد الإذاعة على الأمانة الإعلامية والموضوعية والصدق في نقل الأخبار الخاصة بالأسرى.

### الأهداف
حمل هم وقضية الاسرى في السجون
الإعلام والإخبار وإيصال الرسالة الإعلامية الصحيحة للجمهور.
مساندة جميع الأسرى في إيصال رسائلهم.
إيصال صوت الأسرى لأبناء الشعب الفلسطيني.

### الطموحات
تطمح إذاعة صوت الأسرى لأن يصل بثها المباشر إلى كل دول العالم من خلال أن تصبح علي بث الموجات الطويلة AM، كما يتم نشره عبر الإنترنت على نطاق واسع.ومن ضمن الطموحات أن يصبح كل قسم في الإذاعة بمثابة طاقم كامل على غرار باقي الإذاعات العالمية وان يصبح لديها وكالة إعلانات ووكالة إخبارية متميزة.

### المناطق التي تغطيها إذاعة صوت الأسرى
تغطي إذاعة صوت الأسرى كل قطاع غزة وبعض من أجزاء الضفة المحتلة .
كما يغطي أجزاء من المناطق المصرية مثل أطراف العريش ورفح المصرية.
بإمكان جميع الزوار من كل بقاع العالم متابعة الإذاعة من خلال البث المباشر للإذاعة.

#### المقر
غزة

## وصلات خارجية
1. البث المباشر لإذاعة صوت الأسرى
2. موقع إذاعة صوت الأسرى على اليوتيوب
3. موقع إذاعة صوت الأسرى على الفيس بوك